# Řepice
Řepice [ˈr̝ɛpɪt͡sɛ] (deutsch Repitz) ist eine Gemeinde in Tschechien. Sie liegt drei Kilometer nordöstlich von Strakonice und gehört zum Okres Strakonice.

## Geschichte

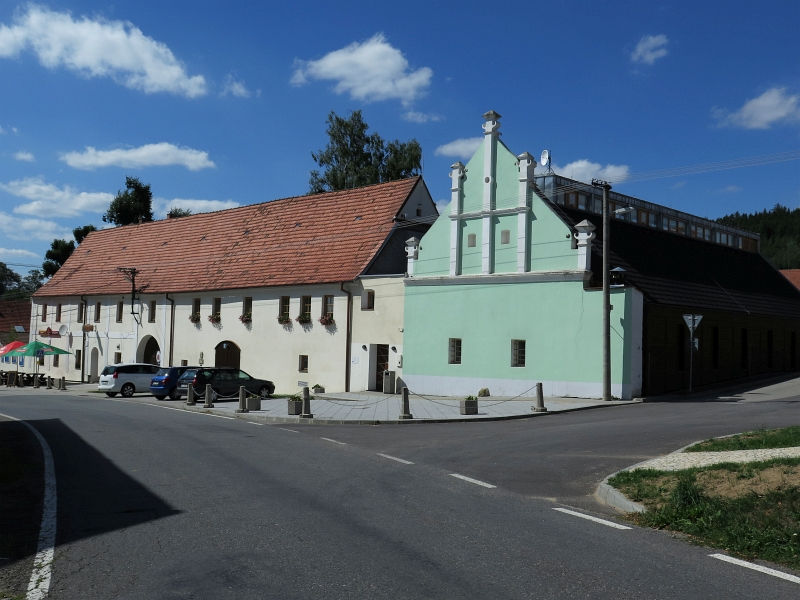
Řepice

Řepice wurde erstmals im Jahre 1251 in einer Urkunde Ottokars II. Přemysl erwähnt. Ende des 14. Jahrhunderts gehörte es Chval von Řepice, der während der Hussitenkriege auf Seiten der Hussiten kämpfte. Ab den 1470er Jahren war es im Besitz der Familie Řepický von Sudoměř (Řepičtí ze Sudoměře).
1552 erwarb der Humanist Jan Hodějovský z Hodějova Řepice. Er erweiterte die Feste zu einem Schloss im Stil der Renaissance und stattete es mit einer reichen Bibliothek aus. Um diese Zeit sind für den Ort eine Kirche, eine Brauerei, eine Mälzerei, eine Mühle, ein Vorwerk sowie Hopfenfelder und Gärten ausgewiesen. Die Hodějovský hielten Řepice bis zur Schlacht am Weißen Berg. Während des Dreißigjährigen Krieges wurde Řepice verwüstet und geplündert. Das verlassene Schloss wurde durch die Kaiserlichen niedergebrannt und bis auf die Grundmauern zerstört.
Zum Ende des 17. Jahrhunderts erwarb Johann Anton Losy von Losinthal Řepice. Er ließ Häuser für Drescher errichten und übergab seinen Bediensteten Feld- und Gartenland. Die Herren Losy von Losinthal verkauften zum Ende des 18. Jahrhunderts das Gelände des ehemaligen Schlosses, auf dem zu Beginn des 19. Jahrhunderts Wohnhäuser errichtet wurden, die heute das Mitteldorf bilden.
Nachdem Adam Philipp Graf Losy von Losinthal am 21. April 1781 ohne Nachkommen in Wien verstorben war, erbte dessen Witwe Ernestine Gräfin Fuchs von Bimbach die Herrschaft. Sie verkaufte den Besitz noch im selben Jahr an Joseph-Niklas zu Windisch-Graetz. Ihm folgte 1802 dessen Sohn Alfred I. zu Windisch-Graetz.
Die Herren zu Windisch-Graetz blieben bis 1922 Großgrundbesitzer in Řepice, danach wurde das Land im Zuge der Bodenreform parzelliert und Häuser errichtet.
Řepice war bis ins Jahr 1960 eine eigenständige Gemeinde, dann wurde es nach Rovná und 1976 nach Strakonice eingemeindet. Nach der Wende 1990 erlangte der Ort wieder die Selbständigkeit.
Heute gibt es im Dorf einen Volleyballverein, Freizeitfußballer und einen Tennisplatz. Wegen der niedrigen Grundstückspreise verlagerten mehrere Unternehmen ihre Produktion in den Ort.

## Kultur und Sehenswürdigkeiten
- Kirche St. Maria Magdalena
- Teich Bašty
- Kapelle
- historischer Speicher
- steinerne Brücke zwischen den Teichen